# سیارک ۱۳۱۲۴۵
سیارک ۱۳۱۲۴۵ (به انگلیسی: 131245 Bakich، نامگذاری:2001FF1) صد و سی و یک هزار و دویست و چهل و پنجمین سیارک کشف شده‌است که در ۱۶ مارس ۲۰۰۱ کشف شد.